# Franc Jelovšek (ladjar)
Franc Jelovšek, slovenski poslovnež in ladjar, * 16. september 1798, Gornje Vreme, Avstrijsko cesarstvo, † 11. november 1897, Dunaj, Avstro-Ogrska.

## Življenjepis
Franc Jelovšek se je rodil staršema Pavlu Jelovšku (1759-1835) in Urši Karbič iz Orehka pri Hrenovicah, leta 1798 v Gornjih Vremah, pri Hotežu. Družina se je v začetku 19. stoletja preselila v (Ilirsko) Bistrico, ko je na naslovu Bistrica 1 oče Pavel zabeležen kot mlinar, takratni gospodar družine Pavel ml., torej Francetov starejši brat, pa kot trgovec in župan Bistrice. Sin Francetove sestre Ane Andrej Zorman (r. 1810) je odšel v Trst in postal znani veletrgovec. Njegova hči Marija se je poročila s Petrom Koslerjem.  
Ob Francetu je v viru zabeleženo še, da je odšel na Reko. Skupaj z reškima ladjarjema Matejem Gasserjem in A. Matešičem je bil v letih 1842−57 lastnik trgovske jadrnice Laibach (Ljubljana). Narejena je bila iz hrastovega lesa iz okolice Ljubljane. Leta 1847 je postal solastnik jadrnice Fiume (Reka/Rijeka), v letih 1855−74 pa solastnik jadrnice Carlotte. V letih 1863-68 je bil član predsedstva Trgovske in industrijske zbornice na Reki. Leta 1842 ga je ljubljanski mestni svet imenoval za častnega meščana Ljubljane.